# میکرو آینه دیجیتال

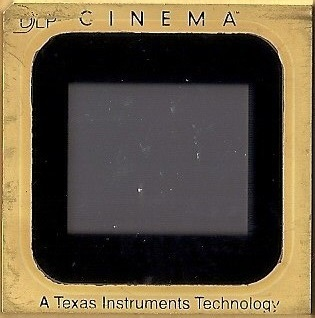
سینما DLP. یکی از تکنولوژی‌های شرکت Texas Instruments

میکروآینه‌های دیجیتال (به انگلیسی: Digital micromirror device) یا DMD سیستم‌های اپتو-الکترو-مکانیکالی (MOEMS) هستند که هستهٔ فناوری پردازش نور دیجیتال را تشکیل می‌دهند. DMDهای شرکت تگزاس اینسترومنت توسط یکی فیزیکدانان این شرکت به نام دکتر لَری هورنبِرک در سال ۱۹۸۷ ساخته شد، اگرچه تکنولوژی ساخت آن به ۱۹۷۳ توسط هاروی سی ناتانسون (مخترع MEMS در سال ۱۹۶۵) برمی گردد. او با استفاده از میلیون‌ها آینه متحرک میکروسکوپی سعی داشت تصویری متحرک یا یک ویدئو را ایجاد کند؛ همان تکنولوژی که امروز در پروژکتورهای دیجیتال به کار می‌رود.
پروژه DMD با استفاده از تعدیل کننده نور آنالوگ میکرومکانیکی آغاز شد. اولین محصول DMD آنالوگ، TI DMD2000، یک چاپگر بلیط هواپیما بود که به جای استفاده از لیزر از DMD استفاده می‌کرد.
یک چیپ DMD بر روی سطح خود چند صد هزار آینه میکروسکوپی دارد که در آرایشی مستطیلی مشابه پیکسل‌های یک تصویر کنار یکدیگر قرار گرفته‌اند. هر آینه کوچک می‌تواند جداگانه °۱۲–۱۰± بچرخد و به وضعیت‌های خاموش و روشن دربیاید، نور لامپ پروژکتور به لنز می‌تابد، منعکس می‌شود و باعث روشن شدن پیکسل در صفحه می‌شود. در وضعیت خاموش، نور به جای دیگری بازتاب پیدا می‌کند (معمولا یک گرماگیر) و در نتیجه روی صفحه تاریک نشان داده می‌شود.

نمایش میکروآینه‌های دیجیتال. آینه‌ها از دو سو اتصال یافته و معلق شده‌اند.

برای ایجاد تصاویر سیاه سفید با درجه‌های خاکستری، آینه‌ها با سرعت بالا روشن و خاموش می‌شوند و نرخ زمان روشن و خاموش آینه‌ها طیف سایه‌های ایجاد شده را مشخص می‌کند (مدولاسیون پهنای پالس باینِری). چیپ‌های DMD امروزی تا ۱۰۲۴ طیف رنگ طوسی (۱۰ بیت) را می‌توانند ایجاد کنند.
خود آینه‌ها از آلومینیوم ساخته شده‌اند و قطری حدود ۱۶ میکرومتر دارند. هر آینه به یک نقطه اتکا متصل است که آن نقطه خود به دو تکیه گاه دیگر توسط فنر پیچشی اتصال یافته‌است. در چنین مَفصلی، محور از دو انتها ثابت است و در قسمت میانی می‌تواند بچرخد. به علت کوچک بودن ابعاد، فرسودگی مفاصل جای نگرانی ندارد آزمایش‌ها نشان داده‌است که حتی ۱ تریلیون (1012) عملیات هم نمی‌تواند آسیب جدی برساند. آزمایش‌ها همچنین نشان داده‌است که مفصل‌ها با شوک و لرزش نیز آسیب نمی‌بینند چراکه این تحرکات را ساختار لایه بالاتر دریافت می‌کند.